# SSX Tricky
SSX Tricky es un videojuego de snowboarding, el segundo en la serie de juegos SSX. Es tan similar al primero (con unas cuantas nuevas características, incluyendo los "Über Tricks") que fue más conocido como un upgrade. En SSX, los jugadores eligen uno de los muchos personajes, participan en carreras o competencias de puntaje, y ganar recompensas. Las secuelas son SSX 3, SSX On Tour, y SSX Blur.
SSX Tricky introdujo los "Über Tricks", trucos absurda mente exagerados, que toman un poco en completarse, y a veces incluyen "soltarse" de la tabla de los pies del corredor. El jugador gana acceso a los Über tricks después de llenar la barra de adrenalina haciendo otros trucos que no son Über tricks. Si los trucos son satisfactoriamente hechos, un pequeño "clip" de la canción de Run DMC "It's Tricky", de ahí el nombre del juego. Hacer 6 Über tricks da al jugador boost ilimitado hasta el final de la carrera.
También se puede empujar a otro corredor usando el stick análogo derecho en las versiones de PS2 y Xbox, y con el C-Stick en la versión de GameCube, dando como resultado que se llene automáticamente la barra de adrenalina. La actitud de los otros corredores hacia el jugador (una barra mostrada al final de cada carrera mostrando en porcentaje cuánto a los otros corredores les agrada o les molesta el jugador), de cualquier modo, puede cambiar, causando que el jugador atacado actúe más agresivamente con respecto al jugador en las carreras futuras.
El juego incluye un segmento de un "making-of", llamado "DVD content" en el menú principal. Esto no es desbloqueado por el jugar, sino que es como un extra DVD.
Éste fue el 1.er juego en las series SSX en ser lanzado en una consola Nintendo (el GameCube).

## Modos de juego
En SSX Tricky, hay tres modos de juego los que tal vez los usarás, algunos que te pueden ayudar a practicar y otros en los que tendrás que competir.

### Freeride
El modo Freeride no permite desbloquear personajes, tablas o trajes, pero básicamente es sólo para divertirse. Te permite jugar en 1 player o multi, también dejándote conocer la pista.

### Practice
El modo Practice es un gran lugar para los principiantes para tener la oportunidad de aprender a manejarte en el snowboarding. Como en Freeride, tú tienes la habilidad de hacer lo que se te plazca, y practicar trucos.

### World Circuit
En el modo World Circuit, tu puedes desbloquear personajes, tablas y trajes corriendo y compitiendo en eventos. Aquí hay dos categorías principales de eventos; Race y Showoff. En los dos eventos, el jugador debe competir en los cuartos y semifinales, y de ahí in las Finales y colocarte en los top tres para "ganar" esa pista; las medallas son Bronce, Plata y Oro.
Aquí hay 8 pistas a completar. Cuando corras, tú trata de quedarte en la cabeza de tus 5 oponentes. En Show-off, tu requieres hacer tantos trucos fantásticos como puedas y obtener tantos puntos como puedas.
Si este modo es completado en Race, la pista adicional "Untracked" será desbloqueada para Freeride. De la misma forma para Showoff es Pipedream.

### Single Event
Single Event toma, como su nombre lo dice, uno de los eventos del modo World Circuit. Medallas son entregadas al final de la pista, y un segundo jugador puede sumarse.

## Personajes
6 de los 8 jugadores de SSX vuelven (Jurgen y Hiro sufrieron lesiones fuera de la temporada, como se explica en la sección DVD, pero volverán para SSX 3) y son "reemplazados" por 6 nuevos competidores.
- Eddie Wachowski - (voz por David Arquette): Eddie se caracteriza por ser entusiasta y humorístico, tiene gusto por el rock clásico de los años 70.
- Elise Riggs - (voz por Lucy Liu): Elise se caracteriza por ser de carácter frío, pero a la vez alegre, con una peligrosa reputación, se desconoce su gusto musical.
- Marisol Diaz Delgado - (voz por Patricia Velásquez): Marisol es una apasionada al baile, preferentemente de la música disco, tiene gusto por la música techno, el house y el jungle.
- Seeiah Owens - (voz por Macy Gray): Seeiah se caracteriza por tener un carácter suave, le encanta la música disco y el hip-hop, se enorgullece de ser una persona de raza afroamericana, tiene gusto por el R&B y el house.
- Luther-Dwayne Grady - (voz por Oliver Platt): Luther se caracteriza por ser, sarcástico, burlón, y tiene sobrepeso, debido a sus malos hábitos de alimentación, tiene gusto por el hard rock y heavy metal de los años 70, se considera fan de Ted Nugent.
- Jean-Paul "JP" Arsenault - (voz por Xavier Fagnon): JP se caracteriza por ser un gigolo, debido a que tiene gusto por hablar con muchas mujeres, tiene gusto por el pop.
- Zoe Payne - (voz por Bif Naked): Zoe es roquera y se caracteriza de carácter fuerte, es apasionada al ciclismo y así mismo al snowboarding, tiene gusto por el punk rock, el drum and bass y el trance.
- Moby Jones - (voz por Nick Malaperiman): Moby se caracteriza por ser divertido en su forma de ser, es motociclista también, así como considera que sus dos pasiones más grandes en el deporte, es el motociclismo y el snowboarding, tiene gusto por el reggae y el punk rock, se considera fan de Bob Marley y de Swingin' Utters.
- Mackenzie "Mac" Frasier - (voz por Ryan Wall) (reemplazado por Marty, el hermano de Mac, en la versión PAL): Mac se caracteriza por ser de carácter alegre y diverso de hablar con varias personas de distintas personalidades, es DJ profesional, pero tiene una debilidida de ser monótono y aburrido de expresarse, tiene gusto por el pop punk, el punk rock y la electrónica, se considera fan de Blink-182 y Carl Cox.
- Kaori Nishidake - (voz por Yūko Nagashima): Kaori se caracteriza por ser de carácter alegre y con experiencia en el snowboarding, debido a su alto talento que tiene, tiene gusto por el pop.
- Psymon Stark - (voz por Jim Rose Circus): Psymon se caracteriza por ser de carácter fuerte, y que le gusta causar problemas con las personas, así mismo padeciendo bipolarismo, etc; tiene gusto por el thrash metal, death metal y el grindcore, se considera fan de Slayer y Napalm Death.
- Broderick "Brodi" Ford - (voz por Billy Zane): Brodi se caracteriza por ser de carácter alegre, diverso y normal, es otro gigolo del juego, pero Brodi es más abierto, debido a que él puede con cualquier tipo de mujer, tiene gusto por el surf rock, new wave, garage rock y garage punk, se considera fan de The Barracudas.

## Pistas
SSX Tricky tiene 10 cursos ficticios para elegir que están basados en pistas de todo el mundo y pueden ser desbloqueados en el modo World Circuit. 7 pistas vuelven del juego SSX original, acompañados por pistas que son nuevas marcas "Garibaldi" y "Alaska". Estas pistas contienen hasta cuatro veces más atajos y líneas ocultas.
Lista de pistas:
- Garibaldi (basado en Vancouver (Canadá)
- Snowdream (basado en el norte de Japón)
- Elysium Alps (basado en los Alpes franco-suizos)
- Mesablanca (basado en el área de Texas o el Gran Cañón)
- Merqury City (basado en Nueva York)
- Tokio Megaplex (basado en Tokio)
- Aloha Ice Jam (basado en Honolulu)
- Alaska (basado en Mount Mckinley)
- Untracked (sólo disponible en Free ride)
- Pipedream (sólo disponible en Showoff and Free ride y basado en la cima de un rascacielos, o así dice el DVD, en Londres)

## Soundtrack
En 2002 se lanzó una banda sonora con las siguientes canciones:
1. "It's Tricky (K-Rec Remix) - Run DMC
2. "Smartbomb (Plump's Vocal Mix)" - BT
3. "Finished Symphony" - Hybrid
4. "King of the Beats" - Aphrodite
5. "Board Burner" - Mixmaster Mike
6. "System Overload (the Download)" - Huda Hudia
7. "Push" - Plump DJs
8. "Song for Dot" - Space Raiders
9. "Slayboarder" - Mixmaster Mike y Rahzel
10. "Gin and Sin" - John Morgan
11. "Peaktime" - Rasmus
12. "Reality Detached" - The Forth